# San Rafael (Escazú)
San Rafael es el distrito número tres del cantón de Escazú, de la provincia de San José, en Costa Rica, fundado en el año de 1848. 
El distrito se caracteriza por su alto desarrollo económico y por su alta conglomeración de centros comerciales, restaurantes, hoteles y sedes de empresas internacionales. Además, es uno de los distritos con más afluencia del Gran Área Metropolitana.

## Toponimia
El nombre del distrito proviene en honor a San Rafael Arcángel, patrono del distrito de San Rafael y de la Iglesia de San Rafael Arcángel, localizada en el centro del distrito.

## Historia
En la Ley n.º 63 del 4 de noviembre de 1825 se menciona a Escazú como un distrito del Departamento Occidental, uno de los dos en que se dividió el territorio del Estado en ese momento. Posteriormente, en el Registro de Linderos de los barrios y cuarteles del Departamento de San José, fechado el 30 de noviembre de 1841, Escazú aparece registrado como un barrio, al igual que San Rafael.
En 1848 se establece en Costa Rica la división político-administrativa del territorio nacional mediante el Régimen Cantonal. Bajo el decreto n.º 167 del 7 de diciembre de ese año, la Villa de Escazú es declarada Cantón, abarcando en ese entonces las poblaciones de Santa Ana, Mora y Puriscal.
La primera segregación territorial ocurre el 7 de agosto de 1868, cuando se crea el cantón de Puriscal. Le sigue Mora, que se separa el 25 de mayo de 1883, y finalmente Santa Ana, que adquiere su categoría de cantón el 29 de agosto de 1907.

## Ubicación
Se ubica en el norte del cantón y limita al noroeste con el cantón de Belén, al oeste con el cantón de Santa Ana, al sur con el distrito de Escazú, al sureste con el distrito de San Antonio, al este con el cantón de Alajuelita y al noreste con el cantón de San José. 

## Geografía
San Rafael cuenta con un área de 13,04 km² y una altitud media de 1042 m s. n. m.

## Demografía
Para el año 2022, San Rafael cuenta con una población estimada de 32 361 habitantes, y para el último censo efectuado, en 2011, San Rafael contaba con una población de 21 971 habitantes.
San Rafael de Escazú ha presentado un incremento demográfico importante que le llevó a solicitar un cambio territorial antes de llevarse a cabo el censo del año 2000, por lo que su extensión territorial pasó de 13,02 km² a la actual. 
De acuerdo con el Censo Costarricense del año 2011, el distrito tiene uno de los porcentajes más altos de población nacida en el extranjero, ya que un 29% de sus habitantes del distrito son nacidos fuera de Costa Rica. Además, el distrito posee más de 8 337 viviendas, aproximadamente. En cuanto al crecimiento poblacional, el distrito ha experimentado un constante incremento demográfico a través de los años. 
| País de Nacimiento       | Total 2000 | % Extranj. | Total 2011 | % Extranj. |
| ------------------------ | ---------- | ---------- | ---------- | ---------- |
| Nicaragua                | 2 325      | 46,0       | 2 003      | 31,5       |
| Colombia                 | 326        | 6,4        | 758        | 11,9       |
| Venezuela                | 54         | 1,1        | 612        | 9,6        |
| Estados Unidos           | 455        | 9,0        | 551        | 8,7        |
| México                   | 163        | 3,2        | 319        | 5,0        |
| Nacidos en el extranjero | 5 058      | 100,0      | 6 349      | 100,0      |

## Concejo de distrito
El concejo de distrito de San Rafael vigila la actividad municipal y colabora con los respectivos distritos de su cantón. También está llamado a canalizar las necesidades y los intereses del distrito, por medio de la presentación de proyectos específicos ante el Concejo Municipal. La presidenta del concejo del distrito es la síndica propietaria del partido cantonal Yunta Progresista Escazuceña, Ruth López Elizondo.
El concejo del distrito se integra por:
| #                       | Partido                              | Nombre                        |
| Síndico propietario     | Síndico propietario                  | Síndico propietario           |
| ----------------------- | ------------------------------------ | ----------------------------- |
| 1                       | Partido Yunta Progresista Escazuceña | Ruth López Elizondo           |
| Síndico suplente        |                                      |                               |
| 2                       | Partido Yunta Progresista Escazuceña | Luis Gustavo Socatelli Porras |
| Concejales propietarios |                                      |                               |
| 3                       | Partido Yunta Progresista Escazuceña | Sandra Rojas Araya            |
| 4                       | Partido Yunta Progresista Escazuceña | Jean Paul Van der Laat Ulate  |
| 5                       | Movimiento Libertario                | Mary Heigold Wones            |
| 6                       | Partido Liberación Nacional          | Orlando Ortiz Albarracín      |
| Concejales suplentes    |                                      |                               |
| 7                       | Partido Yunta Progresista Escazuceña | Roberto Enrique Romero Mora   |
| 8                       | Partido Yunta Progresista Escazuceña | Patricia Leando Tabasch       |
| 9                       | Movimiento Libertario                | Alberto Oreamuno Gutiérrez    |
| 10                      | Partido Liberación Nacional          | Rosa María Matamoros León     |

## Organización territorial
El distrito de San Rafael se conforma por las siguientes comunidades o barrios:
- Anonos
- Bello Horizonte (parte)
- Centro
- Guachipelín
- Honduras
- Los Laureles
- Maynard
- Palma de Mallorca
- Santa Marta
- Tena
- Trejos Montealegre
- Villa Real (parte)
- Vista Alegre

## Cultura

### Educación

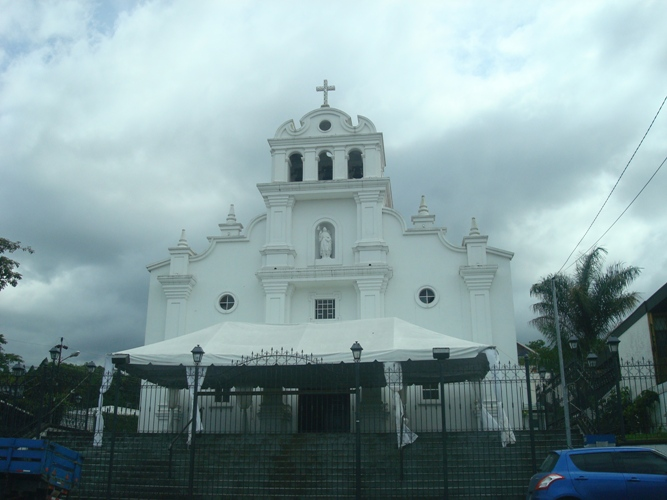
Parroquia San Rafael Arcángel

Ubicadas propiamente en el distrito de San Rafael se encuentran los siguientes centros educativos:
- Royal School
- Saint Mary School
- Mount View School
- Washington School
- Arandú School
- Lighthouse International School
- Centro Educativo San Agustín
- Itskatzú Educación Integral
- West College
- Colegio Valle Azul
- Escuela-Colegio (I.E.G.B.) Presbítero Yanuario Quesada Madriz.

### Salud

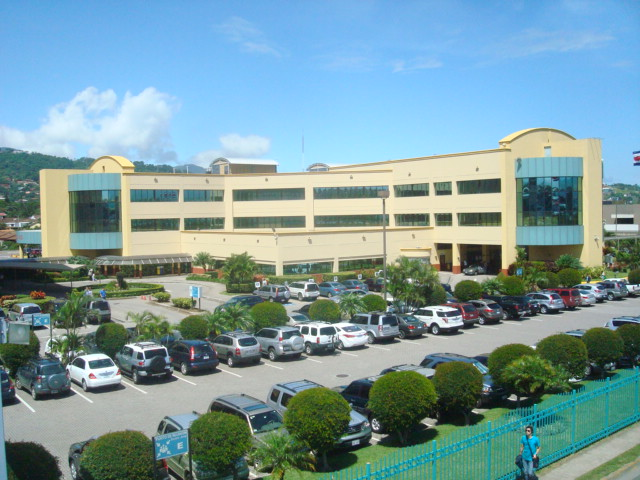
Hospital CIMA

En el distrito se encuentra el Hospital CIMA, uno de los hospitales privados más importantes del país.

### Sitios de interés
- Costa Rica Golf Country Club
- Parroquia San Rafael Arcángel
- Avenida Escazú
- Centro Comercial Escazú Village
- Centro Comercial Distrito Cuatro
- Plaza Tempo
- Multiplaza Escazú
- Plaza Roble (Grupo Roble Costa Rica)
- Hotel Real Intercontinental
- Wyndham Garden San José
- Hotel Sheraton San José
- Hospital CIMA

## Transporte

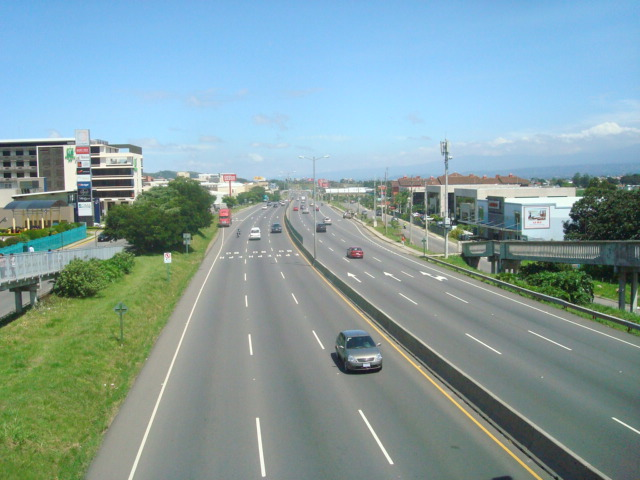
Carretera a Caldera (Ruta 27)

### Carreteras
Al distrito lo atraviesan las siguientes rutas nacionales de carretera:
- Ruta nacional 27
- Ruta nacional 105
- Ruta nacional 121
- Ruta nacional 167
- Ruta nacional 177
- Ruta nacional 310